# Castillo de Langa
El castillo de Langa es un castillo medieval situado en el municipio zaragozano de Langa del Castillo y que se encuentra en grave riesgo de desaparición.

## Historia
Langa del Castillo aparece documentada en 1131, cuando es citado como término del fuero de Calatayud. Posteriormente perteneció a la Comunidad de aldeas de Daroca, sesma de Langa y su castillo fue ampliado por orden de Pedro IV de Aragón en 1357 debido a la amenaza castellana durante la guerra de los Dos Pedros. Se sabe que en 1357 fue visitado por Bernat de Cabrera, gobernador de Aragón y ministro de Pedro IV el Ceremonioso cuando estaba reconociendo las fortificaciones, ante la amenaza de invasión castellana. Es posible que en esta época se estuviera construyendo el castillo o finalizando sus obras, pues la estructura que en la actualidad persiste, denota un estilo constructivo aproximado al gótico.
En 1367 se celebró una reunión de la Comunidad de aldeas de Daroca a la que asistió el Baile General de Aragón y su tesorero, probablemente para recaudar fondos con los que afrontar los gastos de la guerra con Castilla.

## Descripción
Se asienta sobre una meseta rocosa de bastante extensa junto al casco urbano de Langa en su flanco septentrional; que ocupa una superficie de unos ciento veinte por sesenta metros.
Actualmente se conservan parte del lienzo de muralla que lo rodeaba y cinco torres, de las que una era la torre del homenaje y otra la torre-puerta que protegía la entrada.
La torre central es de planta cuadrada, de unos 6 metros de lado y aparejo de sillería; conserva algunos vanos como aspilleras y la puerta de entrada, de la que arranca una escalera que lleva a las estancias superiores. La torre puerta se encuentra bastante arruinada y con pérdidas de material, su aparejo es de mampostería y en los muros supervivientes presenta algunas saeteras; entre 2001 y 2004 perdió parte de su cara extramuros debido a un derrumbe.
Las otras torres y la muralla que rodeaba al castillo se encuentras bastante rebajadas en altura y su aparejo era similar al de la torre puerta, conservando también saeteras. Debajo de la meseta se han excavado bodegas que en origen pertenecerían al castillo, algunas con bóvedas. El acceso al castillo es complicado debido al derrumbe de parte de la torre puerta, ya que los materiales dificultan el paso y lo hacen peligroso. Se encuentra en un estado de conservación lamentable lo que hace que esté incluido en la Lista roja de patrimonio en peligro (España).